# Liste der Monuments historiques in Téterchen
Die Liste der Monuments historiques in Téterchen führt die Monuments historiques in der französischen Gemeinde Téterchen auf.

## Liste der Bauwerke
| Bezeichnung     | Beschreibung                           | Standort                  | Kennzeichnung | Schutzstatus | Datum | Bild |
| --------------- | -------------------------------------- | ------------------------- | ------------- | ------------ | ----- | ---- |
| Hügelgräberfeld | eisenzeitlich, mindestens 14 Grabhügel | westlich des Ortes (Lage) | PA00132651    | Inscrit      | 1994  |      |